# Max Buldermann
Max Buldermann-Konorah (* 21. Januar 1868 in Pankow; † 25. März 1930 in Berlin-Pankow) war ein deutscher Artist.

## Leben
Buldermann wurde im damals selbständigen Ort Pankow vor den Toren der Hauptstadt Preußens geboren. Nach seiner Schulzeit zog es ihn in die Ferne und er ging 1885 nach Amerika. Zunächst schlug er sich vagabundierend mit verschiedenen Tätigkeiten durch. Zielstrebig fand er schließlich Erfolg als Hellseher, Gedächtnisakrobat, Zahlenkünstler und Illusionist. Unter seinem Künstlernamen Max Berol-Konorah trat er eine Welttournee durch bedeutende Varietés an. 1901 kehrte er als erfolgreicher Artist nach Deutschland zurück.

## Leistungen
Seine besondere Leistung ist die Mitbegründung der Internationalen Artisten-Loge (IAL) im Jahre 1901. Ab 1904 stand er der IAL 25 Jahre als Präsident vor, ab 1908 war er hauptamtlich in dieser Funktion. Die IAL war eine gewerkschaftliche Vereinigung, die sich für die Lebensbedingungen von Artisten einsetzte, bei juristischen Fragen und Gerichtsverfahren Beistand leistete und dem Berufsstand durch Öffentlichkeitsarbeit die notwendige Anerkennung sichern wollte. Dazu gehörte auch die Schaffung einer Alterspensionskasse. In seiner Funktion organisierte er mehrere Streiks gegen den Direktorenverein. Ziel war dabei auch, Tarifverträge mit den Unterhaltungsunternehmen zu erreichen. Zusammen mit dem Juristen Richard Treitel gab er 1905 auch das Handbuch „Artistenrecht“ heraus. Mit seinen Aktivitäten gelang es ihm die einzelnen Artistenverbände in einem internationalen Verband zu vereinen und damit die Verhandlungskraft mit dem Verband der Varieté- und Zirkusdirektoren zu stärken.
1921 wurde die IAL unter seiner Führung Mitglied im Kartell des Allgemeinen freien Angestelltenbundes. Nach der Wahl Siegfried Aufhäusers zum Vorsitzenden der neuen Kartellgewerkschaft organisierte er mit dessen Unterstützung den Artistenaustausch mit der jungen Sowjetunion und sicherte so den Artisten ab 1923 langfristige Engagements. 1924 organisierte er die Varietéausstellung in Berlin.
Als Künstler trat er gemeinsam mit seiner Frau Nora Belmonte auf.

## Ehrungen

Grabstätte

Max Buldermann-Konorahs Grab war von 1994 bis 2015 als Ehrengrab der Stadt Berlin gewidmet. Seine Grabstelle befindet sich auf dem landeseigenen Friedhof Pankow III im Feld 23-KI-I-2-25, GA und erhielt eine Dauernutzung.